# Sitobion cuscutae
Sitobion cuscutae är en insektsart. Sitobion cuscutae ingår i släktet Sitobion och familjen långrörsbladlöss. Inga underarter finns listade i Catalogue of Life.